# آرتور بل (بازیکن فوتبال)
آرتور بل (انگلیسی: Arthur Bell؛ نوامبر ۱۸۸۲ – ۲۲ آوریل ۱۹۲۳ (aged 40)) بازیکن فوتبال اهل پادشاهی متحد بریتانیای کبیر و ایرلند بود.
از باشگاه‌هایی که در آن بازی کرده‌است می‌توان به باشگاه فوتبال برنلی اشاره کرد.
وی همچنین در تیم ملی فوتبال England amateur بازی کرده‌است.